# Óscar Vales
Óscar Vales Varela (Bilbao, 13 settembre 1974) è un ex calciatore spagnolo, di ruolo difensore.

## Carriera
Cresciuto nella cantera dell'Athletic Bilbao, debutta in prima squadra con il Baskonia nella stagione 1990-1991.
Dopo un paio d'anni nuovamente nelle giovanili dell'Athletic, passa al Bilbao Athletic (la squadra riserve) e nel corso della stagione 1993-1994 viene "promosso" all'Athletic Bilbao, debuttando in Primera División spagnola il 6 aprile 1994 nella partita Real Oviedo-Athletic Bilbao (3-0).
Dopo tre stagioni nella massima serie viene ceduto al Celta Vigo con cui disputa altre due stagioni nel massimo campionato spagnolo.
Nel 1999-2000 ritorna con i rojiblancos, rimanendovi per altre sei stagioni, dopodiché termina la carriera. Riprende tre anni più tardi, quando disputa una stagione con i dilettanti del Gatika, allenati da Aitor Larrazabal, suo compagno all'Athletic.